# Berlin Alexanderplatz (TV-serie)
För andra betydelser, se Alexanderplatz (olika betydelser).
Berlin Alexanderplatz är en tysk TV-serie från 1980, i regi av Rainer Werner Fassbinder. Den är baserad på Alfred Döblins roman Berlin Alexanderplatz.

## Rollista (i urval)
- Günter Lamprecht - Franz Biberkopf
- Hanna Schygulla - Eva
- Hark Bohm - Lüders
- Gottfried John - Reinhold Hoffmann
- Volker Spengler - Bruno
- Barbara Sukowa - Mieze
- Margit Carstensen - Sekretärin/Terah

## Om TV-serien
Rainer Werner Fassbinder skrev 1978 ett omfattande manus baserat på Döblins roman. 1979-80 regisserade han sedan en TV-serie om 13 avsnitt plus en epilog baserat på det egna manuset. Total speltid är 931 minuter. Filmen spelades huvudsakligen in i det västberlinska distriktet Kreuzberg eftersom Fassbinder inte fick tillstånd att filma i Östberlin. Under 2006 lät Goethe-Institutet utföra en omfattande restaurering av filmmaterialet, som uppgavs vara i dåligt skick. Den hade nypremiär vid Berlins filmfestival i februari 2007. Under mars 2007 samt sensommaren 2009 har den restaurerade versionen visats av SVT i Sverige.